# Enicospilus icterus
Enicospilus icterus là một loài tò vò trong họ Ichneumonidae.